# Estado Guayana
El Estado Soberano de Guayana fue una antigua división administrativa de los Estados Unidos de Venezuela ubicada al sur del país, que abarcaba lo que hoy son los estados Bolívar y Delta Amacuro y la reclamada Guayana Esequiba.

## Historia
El Estado Guayana fue creado el 28 de marzo de 1864 a través de la constitución de ese año, que elevó a las antiguas provincias en estados federados, en tanto la constitución del estado, promulgada ese mismo año, ratificó a Ciudad Bolívar como capital. Guayana fue fusionado el 27 de abril de 1881 con el de Apure para crear el Gran Estado Bolívar.

## División territorial
El Estado Guayana estaba dividido en 1864 en los departamentos de Heres, capital Ciudad Bolívar; Upata, capital Upata; Alto Orinoco, capital Caicara y Bajo Orinoco, capital Piacoa. Los departamentos a su vez estaban divididos en distritos y estos en caseríos.